# 마쓰카와 도모아키
마쓰카와 도모아키(일본어: 松川 友明, 1973년 4월 18일 ~ )는 일본의 전 축구 선수이다.

## 구단 경력
1996년 J1리그의 벨마레 히라쓰카에 입단했다. 1999년까지 79경기에 출전하여, 5득점을 넣었다. 2000년 교토 퍼플 상가로 이적했다. 2002년 콘사돌레 삿포로로 이적했다. 그후 재팬 풋볼 리그의 YKK에서 활동했다. 2003년후 현역 은퇴.